# Infrastruktur i Wien
Infrastruktur i Wien omfatter vejnet, transportmuligheder og lignende i Østrigs hovedstad Wien.

## Byplanlægning
Byudviklingsplanen for Wien (fork. STEP = Stadtentwicklungsplan) bliver udarbejdet af Magistratsabteilung 18 og fastsætter retningen for byens udvikling og er dermed også bestemmende for udviklingen af infrastrukturen i byen. Den seneste STEP fra 2005 peger på en række målområder, f.eks. Waterfront. der består af området fra Donaukanalen over Praterstern, Nordbahnhof og Handelskai til Alte Donau. Byplanlægningen indbefatter også Wiens regionale og internationale trafikforbindelser.

## Trafikforbindelser
34 % af al transport i Wien tilbagelægges med offentlige transportmidler, hvilket er højt i europæisk sammenhæng. Endvidere bliver 30 % tilbagelagt til fods og 36 % tilbagelægges med egen bil. Brugen af cykel er ganske lille i Wien.
Tolv donaubroer forbinder de byområder, der gennemskæres af Donau og Donaukanal.

### Offentlig transport
Wien har et omfattende netværk af offentlige transportmidler. Det består af S-banenettet, der drives af Österreichische Bundesbahnen, Badner Bahn, der drives af Wiener Lokalbahnen, samt U-bane, sporvogne og buslinjer, der drives af Wiener Linien. Sidstnævnte ejes af Wiens bystyre, og transporterer omkring 775 mio. passagerer (2006).
Wiener Straßenbahn (Wiens sporvogne), som i folkemunde kaldes "Bim", har eksisteret siden 1865, da de første hestetrukne sporvogne blev taget i drift. Sporvognsnettet blev i de følgende årtier udvidet betydeligt og er i dag med en længde på 232 kilometer et af de længste sporvognsnet i verden – dette på trods af at flere linjer med den stigende privatbilisme i anden halvdel af det 20. århundrede blev indstillet. I 1898 blev Wiener Stadtbahn taget i drift. De indre stadtbahnlinjer, der er kendt for sin jugendstil, blev i perioden 1976 til 1989 omlagt til U-banedrift. Busdrift begyndte i Wien den 23. marts 1907.
Diskussionen om en anlæggelse af en U-bane begyndte helt tilbage i 1840'erne, og det skulle tage mere end 100 år, før Wiens bystyre den 26. januar 1968 besluttede sig for at bygge en sådan bane. Anlæggelsen blev påbegyndt i 1969.
Wiener U-Bahn blev åbnet i henholdsvis 1976 (passagertestkørsel på en Stadtbahn delstrækning) og 1978 (første nybyggede strækning) og nettet udvides fortsat løbende. Også strækninger af Wiener Stadtbahn blev inddraget i U-banenettet. Wiener U-Bahn består i dag af 5 linjer med en samlet længde på 65,5 kilometer. Banen har 90 stationer og transporterer årligt 450 mio. passagerer (2006).
Omkring 500 busser befærder et samlet rutenet på 640 kilometer med 45 dags- og 21 natbuslinjer og betjener omkring 120 mio. passagerer. Derudover kører især i randområderne flere private busselskaber i billetfællesskab med wienerlinjerne. Sammen med bane- og buslinjerne i omegnen (op mod 60 kilometer) udgør transportnettet i Wien Verkehrsverbund Ost-Region.
Siden 1990'erne forsøger byen Wien i større grad at gøre Wiener Linien tilgængelig for handicappede og ældre. Allerede i 1992 blev der gennemført de første testkørsler med lavgulvssporvogne af typen ULF (Ultra Low Floor). Siden indførelsen af denne vogntype i 1996/97 bliver der flere og flere af dem i Wiens sporvognsnet. Således har de fleste linjer nu ULF-vogne (alle remiser er imidlertid endnu ikke omstillet til at kunne håndtere denne vogntype). I øjeblikket er der indsat tre generationer af sporvogne i trafikken i Wiener Straßenbahn. Ud over sporvognene blev også hele busbestanden i Wienerlinjerne udskiftet til lavgulvsbusser. Linje U6, der kører med sporvognslignende vogntyper, kører helt eller delvist med lavtgulvsvogne.
Som alternativ til de offentlige transportmidler tilbydes en bycykel-ordning, hvor der i Wiens centrum stilles lånecykler til rådighed: Efter registrering på Internettet eller direkte ved en terminal på en af de ca. 50 holdepladser kan man med et østrigsk Maestro-Card, et Citybike-Card, internationale kreditkort (VISA, MasterCard), mobiltelefon eller Citybike Tourist Card låne en cykel. I en time er ydelsen gratis, men cyklen kan leveres tilbage efter et vilkårligt tidsrum mod betaling.
Nettet af cykelstier og cykelruter er i Wien-området på omkring 1.000 km. Cykelstier, der er adskilt fra bilernes kørebaner, er imidlertid sjældne, og de anlægges ofte til gene for fodgængertrafikken på fortove. Udbygningen af cykelstinettet sker ofte i en stærk interessemodsætning til bilisterne, der frygter for parkeringspladserne. Muligheden for cyklister at køre mod ensretningen er udbredt i Wien.

### Jernbane, lufttransport og skibsfart
Der er i Wien flere rebroussementsstationer, hvilket er historisk betinget af, at alle trafikforbindelser orienterede sig mod det østrig-ungarske monarkis hoved- og residensstad. Alle banegårdene blev enten helt ødelagt eller svært beskadiget under 2. verdenskrig på grund af deres strategiske betydning. De fleste blev genopbygget eller nyanlagt. Således blev den gamle Westbahnhof i 1951 erstattet af en ny banegårdsbygning, og i årene 1976 til 1980 blev Franz-Josefs-Bahnhof ombygget. Südbahnhof har måttet varetage trafikken fra Ostbahnhof, da denne ikke blev reetableret. Også Nordbahnhof blev ikke genopbygget, da den grundet opløsningen af Donaumonarkiet samt jerntæppet havde mistet sin betydning, eftersom den internationale persontrafik på nordbanen var svækket betydeligt. Med den kommende opførsel af den planlagte hovedbanegård, Wien Hauptbahnhof, får byen for første gang i 2012/2013 én hovedbanegård.
I dag har Wien tre store rebroussementstationer:
- Franz-Josef-Bahnhof som udgangspunkt for Franz-Josefs-Bahn;
- Südbahnhof (forh. Südbahnhof og Ostbahnhof) – sydbanen, østbanen, Pottendorfer Linie og Aspangbahn; på en del af den nuværende banegårds arealer er byggeriet af den nye hovedbanegård i gang, og med færdiggørelsen af denne nedlægges Südbahnhof.
- Westbahnhof som udgangspunkt for vestbanen; en stor udvidelse og ombygning begynder snart.

Derudover findes der flere almindelige banegårde samt et antal mindre banegårde, der frem for alt varetager lokaltrafikken. For indenrigstrafikken er især Franz-Josefs-Bahnhof såvel som Wien-Nord og Wien-Mitte betydende. Hoved- og fjerntrafikken varetages over West- og Südbahnhof. City Airport Train (CAT) betjener flypassagerer til og fra Wiens centrum og Flughafen Wien-Schwechat. Udover de her nævnte banegårde og baner findes der i Wien også to populære parkbaner i Prater og Donaupark – henholdsvis Liliputbahn Prater og Donauparkbahn.
Sydøst for Wien ligger den internationale lufthavn Flughafen Wien-Schwechat. I 2007 havde lufthavnen over 254.900 operationer – 18,77 millioner passagerer benyttede lufthavnen. Austrian Airlines Group har base i lufthavnen. Billige flyforbindelser fra lufthavnen i Bratislava har trukket passagerer fra Wien-Schwechat. Flughafen Wien AG bød i 2005 på lufthavnen i Bratislava i forbindelse med en privatisering. Flughafen Wien vandt med sit bud en overtagelse af 66 % ejerandel af Bratislava lufthavn til en pris på 299 mio. Euro. De slovenske konkurrencemyndigheder har dog afvist handlen, og i 2007 indgik de to lufthavne i stedet et Joint venture.
Gennem Rhein-Main-Donau-Kanal er Wien forbundet ad vandvejen med såvel havnen i Rotterdam som de tyske industriområder. Desuden er byen forbundet med landene i Østeuropa helt til Sortehavet via vandvejen. Den planlagte Donau-Oder-Kanal er aldrig blevet fuldendt.  Passagertransporten på Donau-floden har mest turistmæssig betydning. Der er flyvebådstrafik fra Wien til Bratislava og Budapest. Wiens persontrafikhavn ligger ved Reichsbrücke, derudover kan personskibe lægge til ved Nußdorf og ved Donaukanal ved Schwedenplatz.
Siden juni 2006 forbinder hurtigkatamaranen Twin City Liner tre gange dagligt de to hovedstæder Wien og Bratislava ad Donau. I Wien blev Schwedenplatz ved Marienbrücke valgt som af- og påstigningssted. I Bratislava tjener det fredede Propellerhaus i centrum som anlægsplads. Sæsonen er lang og i 2006 sejlede båden således til slutningen af oktober, mens den i 2007 begyndte sæsonen allerede i marts.
I 2003 blev 9 mio. ton gods (mest Mineralolieprodukter, landbrugsprodukter og byggematerialer) omlastet og dertil 1.550 skibe ekspederet i fragthavnen.

### Vejforbindelser
Ligesom banelinjerne udgår de gamle fjernveje (senere Bundesstraßen) fra byen i en stjerneform. De er stadig delvist opkaldt efter deres mål (Prager Straße B 3, Brünner Straße B 7 og Triester Straße B 17).
Det samme gælder også for motorvejene A1 West Autobahn, A2 Süd Autobahn, A4 Ost Autobahn og A22 Donauufer Autobahn, som forlader byen radialt. Oprindeligt skulle A1 til A5 føres ud af byen i en stjerneform modsat urets retning til A20, Gürtelautobahn, hvilket dog aldrig blev realiseret. 
A23 Wiener Südosttangente udgør en ringformet forbindelse i syd mellem A2, A4 og A22, som nu er blevet aflastet af S1 Wiener Außenring Schnellstraße, der åbnede den 28. april 2006. S1 skal senere fortsætte  i en motorvejsring øst for Donau; udvidelsens gennemløb af Lobau og dermed Donau-Auen Nationalpark er dog omstridt af miljømæssige årsager. West- og Südautobahn er forbundet gennem Wiener Ausßenringautobahn A2. A5, den fremtidige Nord Autobahn, skal være en supplerende forbindelse til Drasenhofen ved den tjekkiske grænse.
Hovedvejene forsætter ind til centrum, hvor de forbindes til Gürtelstraße, den ydre ringgade, som omkranser de indre bezirke. Området er derfor stærkt trafikeret med hyppige kødannelser, hvilket påvirker beboelseskvaliteten. Andre problemområder er primært indkørslerne til byen, især fra vest på grund af Wienerwald. I syd er køproblemerne størst på A2 og A23. På A23 Wiener Südosttangente, står trafikken som regel altid stille i myldretiden. Parkeringsproblemerne begrænser sig primært til de indre bezirke, hvor kun beboere kan parkere i længere tid. En mulighed for besøgende for at parkere billigt er Park and Ride-huset i Sankt Marx, som ligger lige ved A23. 
Det kræver særlig opmærksomhed når man vil parkere i den indre by, da parkeringsforbudszonerne ikke er skiltet. Byens forvaltning forudsætter, at byens gæster på forhånd informerer sig om forbudszonerne i de enkelte bezirke.

## Forsyning
Wien er siden 1873 blevet forsynet med vand fra de omkringliggende bjergområder. Først gennem kildevandsledningen fra Rax-Schneeberg-området og fra 1910 fra en yderligere linje fra Hochschwab-området. Disse områder blev i 1965 erklæret for vandbeskyttelsesområder og hører under Wiens skovstyrelse. Vand fra et grundvandsvandværk i Lobau bliver sjældent brugt; som regel kun i forbindelse med vedligeholdelsesarbejder eller ved særligt højt vandforbrug, hvor det i nogle bezirke blandes med kildevandet.
Alt spildevand bliver ledt gennem Wiens kloaker til byens hovedrensningsanlæg i Simmering. Ved renholdelsesarbejder og regnskyl er der overløb til Donaukanal og Donau. Byens forvaltning arbejder på at løse dette overløbsproblem. Kloaksystemet opnåede i øvrigt berømmelse gennem filmen Den Tredje Mand.
Wien-Energie, der er et datterselskab til Wiener Stadtwerke, er ansvarlig for byens strømledninger. Strømmarkedet er liberaliseret, men konkurrencen er dog kun udpræget i storkundesammenhæng. Wien Energie er Wiens største strømleverandør.